# Reg Lewis
Reg Lewis (Bilston, 7 marzo 1920 – Londra, 2 aprile 1997) è stato un calciatore inglese, di ruolo attaccante.

## Palmarès

### Club

#### Competizioni nazionali
- First Division: 3

Arsenal: 1937-1938, 1947-1948, 1952-1953
- Coppa d'Inghilterra: 2

Arsenal: 1935-1936, 1949-1950
- Community Shield: 2

Arsenal: 1938, 1948